# 笠岡町
笠岡町（かさおかちょう）は、岡山県小田郡にあった自治体である。

## 概要
現在の笠岡市笠岡・中央町・富岡（旧笠岡町）、絵師・馬飼・広浜・今立・園井（旧今井村）、および春日台（一部）に当たる。
明治4年に深津県（のちに小田県と改称）が発足するとその県庁が置かれたが、その後岡山県に合併されると、発展途上の笠岡は深刻な影響を受け人口が激減したと伝えられる。

## 沿革
- 延宝2年（1674年） - 干拓によって富岡新田が造成される[2]。
- 天和2年（1682年） - 笠岡村から富岡村が独立する[2]。
- 慶応4年5月16日（1868年7月5日） - 倉敷県が設置されてその管轄となる[2]。
- 明治4年11月15日（1871年12月26日） - 深津県が発足。
- 明治5年6月7日（1872年7月12日） - 小田県に改称。
- 1875年（明治8年）12月10日 - 小田県が岡山県に合併される。
- 1878年（明治11年）9月29日 - 郡区町村編制法の岡山県での施行により、行政区画としての小田郡が発足。郡役所が笠岡村に設置。
- 1883年（明治16年）2月15日 - 連合戸長役場制度発足により、小田郡第一部戸長役場を笠岡村に設置し同村を管轄。また同第二十五部戸長役場を富岡村に設置し、同村および馬飼村・広浜村・絵師村を管轄[2][5]。
- 1889年（明治22年）6月1日 - 町村制の施行により、笠岡村と富岡村が合併して村政施行し、笠岡村が発足。笠岡・富岡の2大字を編成し、役場を大字笠岡に設置[2][5]。
- 1891年（明治24年）10月23日 - 笠岡村が町制施行して笠岡町となる[2]。
- 1951年（昭和26年）4月1日 - 今井村を編入し、7大字となる[2]。
- 1952年（昭和27年）4月1日 - 金浦町と合併して市制施行し、笠岡市が発足。同日笠岡町廃止。

## 行政

### 歴代町長
| 代         | 氏名         | 就任年月日                 | 退任年月日                 | 備考                         |
| ---------- | ------------ | -------------------------- | -------------------------- | ---------------------------- |
| 初         | 妹尾寿太郎   | 1889年（明治22年）8月12日  | 1892年（明治25年）7月30日  | 1891年10月22日までは笠岡村長 |
| 2          | 明石安蔵     | 1892年（明治25年）8月14日  | 1896年（明治29年）8月13日  |                              |
| 3          | 丸山久太郎   | 1896年（明治29年）8月27日  | 1899年（明治32年）2月22日  |                              |
| 4          | 原田吉平     | 1899年（明治32年）4月11日  | 1902年（明治35年）5月22日  |                              |
| 5          | 伊沢元八     | 1902年（明治35年）10月13日 | 1903年（明治36年）3月19日  |                              |
| 6          | 原田吉平     | 1903年（明治36年）6月19日  | 1907年（明治40年）6月18日  |                              |
| 7          | 柴田覚一     | 1907年（明治40年）10月1日  | 1911年（明治44年）8月24日  |                              |
| 8          | 柴田覚一     | 1911年（明治44年）11月11日 | 1914年（大正3年）6月22日   |                              |
| 9-10       | 丸山久右衛門 | 1914年（大正3年）7月1日    | 1919年（大正8年）8月23日   |                              |
| 11         | 丸山久右衛門 | 1919年（大正8年）10月15日  | 1923年（大正12年）8月21日  |                              |
| 12         | 丸山久右衛門 | 1923年（大正12年）12月17日 | 1924年（大正13年）11月8日  |                              |
| 13         | 葛城最太郎   | 1925年（大正14年）9月1日   | 1926年（大正15年）8月13日  |                              |
| 14         | 寺尾哲之     | 1927年（昭和2年）1月9日    | 1931年（昭和6年）1月8日    |                              |
| 15         | 丸山久右衛門 | 1931年（昭和6年）1月9日    | 1934年（昭和9年）7月14日   |                              |
| 16-18      | 鶴田簑助     | 1934年（昭和9年）8月17日   | 1943年（昭和18年）10月10日 |                              |
| 19         | 北村実       | 1943年（昭和18年）11月13日 | 1946年（昭和21年）11月8日  |                              |
| 20         | 小野博       | 1947年（昭和22年）4月5日   | 1951年（昭和26年）4月4日   |                              |
| 21         | 小野博       | 1951年（昭和26年）4月23日  | 1952年（昭和27年）3月31日  | 笠岡市発足後、市長に就任     |
| 参考文献 - |              |                            |                            |                              |

## 教育
- 笠岡東小学校（笠岡、1968年に笠岡市立笠岡小学校となる[6]）
- 笠岡西小学校（笠岡、1968年に笠岡市立笠岡小学校となる）
- 富岡小学校（富岡、1966年に笠岡市立中央小学校となる[7]）
- 今井小学校（今立、現・笠岡市立今井小学校）
- 笠岡東中学校（富岡、現・笠岡市立笠岡東中学校、1980年に西大島新田の新校舎に移転[8]）
- 笠岡西中学校（笠岡、現・笠岡市立笠岡西中学校）
- 岡山県立笠岡高等学校
- 淳和女子高等学校（現・岡山龍谷高等学校）

（参考文献：）

## 交通
- 山陽本線：笠岡駅
- 井笠鉄道本線：笠岡駅 - 鬮場駅
- 笠岡港